# Paolo Gucci
Paolo Gucci   (Florència, 29 de març de 1931 - Londres, 1995) va ser un empresari i dissenyador de moda italià. Va ser el cap de disseny i vicepresident de Gucci. Se l’atribueix haver ajudat a dissenyar el famós logotip de doble G de la marca.

## Biografia
Paolo Gucci va néixer el 29 de març de 1931 a Florència, fill d’Olwen Price i Aldo Gucci, què era fill del fundador de Gucci, Guccio Gucci. Va ser el cap de disseny de Gucci a finals de la dècada del 1960. L’any 1978, el seu pare el va nomenar vicepresident de Gucci.
L’any 1980, va començar, en secret, el seu propi negoci usant el nom de Gucci sense dir-li-ho al seu pare ni al seu oncle Rodolfo, però quan tots dos se'n van assabentar, es van enfurir, i el van acomiadar de Gucci al setembre d'aquest mateix any. A més, el seu pare Aldo el va demandar, amenaçant de tallar vincles amb qualsevol proveïdor de Gucci que signés amb Paolo.
L’any 1984, en forma de venjança, Paolo va aconseguir que el seu pare Aldo fos destituït de l'empresa amb l'ajuda del seu cosí Maurizio Gucci, qui recentment s'havia convertit en l'accionista majoritari. A més, Paolo també va informar la IRS sobre l'evasió d'impostos del seu pare. L’any 1986, Aldo va ser sentenciat a un any i un dia de presó per evasió d'impostos. El 1987, Paolo va vendre totes les seves accions de Gucci a Investcorp per 42,5 milions de dòlars. A causa de gastar quantitats exagerades de diners i haver pres males decisions comercials, es va declarar en fallida l'any de 1993.

## Vida personal
L’any 1952, Paolo Gucci es va casar amb Yvonne Moschetto i va tenir dues filles amb ella, Elisabetta i Patrizia. El seu matrimoni es va dissoldre i el 1977, es va casar amb la socialite britànica Jenny Garwood i va tenir una filla amb ella, Gemma Gucci. L’any 1990, es va separar de la seva segona esposa Jenny Garwood després de tenir una aventura amb Penny Armstrong, de dinou anys. Va tenir dos fills amb ella fora de matrimoni, Alyssa i Gabrielle. El 1994, va passar cinc setmanes a la presó per no pagar la pensió alimentària i la manutenció dels fills de la seva segona esposa Jenny Garwood i la seva filla. Paolo Gucci va morir a Londres el 10 d'octubre de 1995 amb seixanta-quatre anys a causa d'una hepatitis crònica enmig d'un procés de divorci.

## En la cultura popular
A la pel·lícula La Casa Gucci (2021), Paolo Gucci és interpretat per l'actor estatunidenc Jared Leto. L'abril de 2021, la filla de Paolo, Patrizia Gucci, va criticar la interpretació que va fer Leto del seu pare en la pel·lícula: “Horrible, horrible. Encara em sento ofesa".